# Atletica leggera ai Giochi della XXVIII Olimpiade - Lancio del disco femminile

Video della Finale

Il lancio del disco ha fatto parte del programma di atletica leggera femminile ai Giochi della XXVIII Olimpiade. La competizione si è svolta nei giorni 20 e 21 agosto 2004 allo Stadio Olimpico di Atene.

## Presenze ed assenze delle campionesse in carica
| Competizione         | Atleta            | Prestazione | Atene 2004 |
| -------------------- | ----------------- | ----------- | ---------- |
| Olimpiadi 2000       | Ėlina Z'verava    | 68,40 m     | Presente   |
| Commonwealth 2002    | Beatrice Faumuina | 60,82 m     | Presente   |
| Europei 2002         | Ekateríni Voggoli | 64,31 m     | Presente   |
| Coppa del mondo 2002 | Beatrice Faumuina | 62,47 m     | Presente   |
| Asiatici 2002        | Neelam J. Singh   | 64,55 m     | Presente   |
| Panamericani 2003    | Aretha Hill       | 63,30 m     | Presente   |
| Africani 2003        | Elizna Naudé      | 57,44 m     | Presente   |
| Mondiali 2003        | Iryna Jatčanka    | 67,32 m     | Presente   |
|                      |                   |             |            |
| Mondiali junior 2000 | Xu Shaoyang       | 54,41 m     | Non selez. |

1. ↑  Sotto la bandiera della Nuova Zelanda.

## La gara
Qualificazioni: Sette atlete ottengono la misura richiesta. Vengono ripescati i 5 migliori lanci.
La migliore prestazione è di Vera Pospísilová con 64,48 m. Tra le escluse "eccellenti", la campionessa in carica Ėlina Z'verava con 60,63 e Franka Dietzsch, che si ferma a 58,12.
Finale: Natalia Sadova si porta al primo lancio con 64,78 e si migliora di 3 centimetri al secondo.
Dopo di lei Vera Pospísilová lancia a 66,08, portandosi così in testa. Posizioni rivoluzionate al terzo turno: la greca Anastasía Kelesídou lancia a 66,68 e Iryna Jatčanka si issa al secondo posto con 66,17.
Natalia Sadova, che non era andata oltre i 65 metri, al quinto turno sfodera un lancio a 67,02 con cui mette tutte d'accordo; segue un 66,68 che eguaglia il miglior lancio della seconda classificata. Le altre atlete hanno già dato tutto e non riescono a replicare.
Nel marzo 2013 la bielorussa Iryna Jatčanka è stata privata della medaglia di bronzo dopo essere risultata positiva ad un test anti-doping retroattivo.
La medaglia viene di conseguenza riassegnata alla ceca Věra Pospíšilová-Cechlová.

## Qualificazioni
Si qualificano per la finale le concorrenti che ottengono una misura di almeno 62,00 m; in mancanza di 12 qualificate, accedono alla finale le concorrenti con le 12 migliori misure.

## Finale
Stadio olimpico, sabato 21 agosto, ore 21:10.
Le migliori 8 classificate dopo i primi tre lanci accedono ai tre lanci di finale.
| Pos     | Atleta                    | Paese         | 1ª prova | 2ª prova | 3ª prova | 4ª prova | 5ª prova | 6ª prova | Misura  | Note                                     |
| ------- | ------------------------- | ------------- | -------- | -------- | -------- | -------- | -------- | -------- | ------- | ---------------------------------------- |
| Oro     | Natal'ja Sadova           | Russia        | 64,78 m  | 64,81 m  | x        | 65,33 m  | 67,02 m  | 66,68 m  | 67,02 m |                                          |
| Argento | Anastasia Kelesidou       | Grecia        | 62,77 m  | x        | 66,68 m  | 63,71 m  | 66,09 m  | 61,59 m  | 66,68 m |                                          |
| Bronzo  | Věra Pospíšilová-Cechlová | Rep. Ceca     | 63,02 m  | 66,08 m  | x        | 62,81 m  | 63,21 m  | 64,84 m  | 66,08 m |                                          |
| 4       | Olena Antonova            | Ucraina       | 59,88 m  | 64,11 m  | x        | 63,61 m  | 60,37 m  | 65,75 m  | 65,75 m |                                          |
| 5       | Nicoleta Grasu            | Romania       | 62,01 m  | 62,21 m  | 63,48 m  | 61,58 m  | 61,93 m  | 64,92 m  | 64,92 m | Miglior prestazione personale stagionale |
| 6       | Beatrice Faumuina         | Nuova Zelanda | x        | 62,45 m  | x        | 63,45 m  | 62,99 m  | x        | 63,45 m |                                          |
| 7       | Ekateríni Voggoli         | Grecia        | 60,66 m  | 61,44 m  | x        | 62,37 m  | 62,32 m  | 61,84 m  | 62,37 m |                                          |
| 8       | Li Yanfeng                | Cina          | 60,67 m  | 57,36 m  | 61,05 m  |          |          |          | 61,05 m |                                          |
| 9       | Joanna Wiśniewska         | Polonia       | 58,33 m  | 60,74 m  | 59,95 m  |          |          |          | 60,74 m |                                          |
| 10      | Styliani Tsikouna         | Grecia        | 59,48 m  | 57,76 m  | x        |          |          |          | 59,48 m |                                          |
| 11      | Yania Ferrales            | Cuba          | x        | x        | x        |          |          |          | NM      |                                          |
| dq      | Iryna Jatčanka            | Bielorussia   | 59,98 m  | 61,67 m  | 66,17 m  | 65,46 m  | 63,08 m  | 65,54 m  | 66,17 m |                                          |